# 徳山莞太
徳山 莞太（とくやま かんた、2001年8月18日 - ）は、大阪府高槻市出身の陸上選手。
専門は競歩。JR九州所属。

## 略歴
高槻市立芝谷中学校に入学し陸上競技（長距離走）を始める。

### 履正社時代
履正社高等学校に進学。競歩に転向。第50回近畿高等学校ユース陸上競技対抗選手権大会で3位入賞。

### 福井工業時代
福井工業大学に進学。インカレ、日本選手権、全日本競歩などの全国大会に出場。

### JR九州
2024年、JR九州に所属。デビュー戦での福岡県陸上競技選手権の5000m競歩で、大会新記録となる19分7秒79で優勝。その後、5月18日に実施された九州実業団選手権（本城競技場）では、日本歴代9位の18分46秒76で優勝し、大会最優秀選手賞に選出された。

## 主な成績
- 5000m競歩
  - 19分7秒79（2024年 福岡県陸上競技選手権）※大会新記録
  - 18分46秒76（2024年 九州実業団選手権）※日本歴代9位[注釈 2][1]